# Kāma Sutta (Sutta Nipāta)
Ne doit pas être confondu avec Kamasutra ou Kamma Sutta (Samyutta Nikāya).
Kāma Sutta ou Kāmasutta est le titre d’un  des soixante-dix suttas qui forment le Sutta Nipāta (Sn), un recueil du bouddhisme ancien. C’est le 1er texte du 4e vagga (ou section), l’Atthaka Vagga, ce qui explique sa numérotation dans l’ensemble (Sn.IV.1).
Deux autres textes ont des titres quasi homophones : l’un appartient au corpus bouddhique, le « Kamma Sutta » (avec deux « m »), lequel fait partie du Samyutta Nikaya ;  l’autre est le célèbre traité indien, le « Kāmasūtra ». Cette proximité phonétique est le seul point commun entre les trois textes, dont les contenus sont très différents.
Le Kāma Sutta (Sn.IV. 1)  a été traduit en anglais à partir du pāli, par des indianistes et par des moines theravāda, dans le cadre de traductions de l’ensemble du Sutta Nipāta. Il s’agit d’un texte court, composé de 6 versets parmi les 1429 que compte l’ensemble du recueil.
Aucune traduction en français  du sutta n’a été publiée ; la seule consultable en ligne a été réalisée à partir de l’anglais.

## Titre
Kāma Sutta ou Kāmasutta est composé de : «kāma » qui signifie  « désir », « souhait », « concupiscense » (en pāli et en sanskrit)  et de « sutta » (pāli ; sanskrit IAST : sūtra) signifiant « aphorisme », « fil », « cordon sacré » « traité de rituel ou d'enseignement canonique »   ou encore « discours » du bouddha historique ».
Deux autres textes ont des titres presque homophones:
- l’un appartient au corpus bouddhique. Il s’agit du Kamma Sutta, qui fait partie du Samyutta Nikāya. En français (pas en pāli), il y a homophonie, mais pas homographie , car en l’occurrence « Kamma » s’écrit  avec deux «m» (sanskrit IAST: « karma ») et signifie « action ». Ce n’est donc pas un sutta traitant du « désir » («kāma», avec un seul «m») ;
- l’autre est un recueil indien qui n’a aucun lien avec le corpus bouddhique. C’est le Kāmasūtra, le célèbre traité scientifique, lequel traite du même thème que le Kāma Sutta/Kāmasutta dont il est ici question, mais d’un point de vue diamétralement opposé : celui-là est un long traité scientifique  consacré à la satisfaction des désirs, aux plaisirs raffinés éprouvés à partir des cinq sens (vue, ouïe, odorat, goût, toucher, et non pas seulement ceux à caractère  sexuel) en tant que source d’épanouissement de l’individu ;  celui-ci est un court poème, dans lequel  ces mêmes désirs (plus celui de possession des biens matériels)  sont présentés comme étant des sources de souffrances dont il est préférable de se tenir éloigné.

## Historique

### Datation
Les auteurs s’accordent à considérer que  l’ Atthaka vagga (Sn. IV) , la 4e section (vagga) du  Sutta Nipāta, dont fait partie  le  Kāma Sutta (Sn. IV.1)  , est un des plus anciens du  bouddhisme, qui pourrait avoir existé du vivant  du Bouddha Gotama : l’orientaliste japonais Hajime Nakamura , les indianistes britannique  Robert Chalmers et américains Richard G. Salomon (en), Rudolf Hoernlé (en) , les moines  theravāda américains  Bhikkhu Bodhi et Ṭhānissaro Bhikkhu (en), ce dernier avec une nuance toutefois, car selon lui , tout en admettant qu’il s’agit de textes parmi les plus anciens, aucun élément  ne permet d’établir avec certitude  qu’ils remontent à la période du bouddhisme primitif.

### Contenu
Le Kāma Sutta (Sn. IV.1) est un texte court  qui ne compte que six versets, numérotés de 773 à 778 (ou 766-771 dans certaines traductions) parmi les 1429 qui forment le Sutta Nipāta. Il ne s’agit pas d’un dialogue où est mis en scène le Bouddha, répondant aux questions d’un ou plusieurs  brahmanes, comme c’est le cas dans plusieurs poèmes du  recueil.
Le thème traité est l’attachement aux désirs sensuels (kāma-upādāna) en général (et non pas seulement ceux relevant de la sexualité), et à l'avidité (taṇhā) présentés comme étant sources de satisfactions et de souffrances, que seule une attitude de détachement (virāga) ou non-attachement, pleinement consciente −par rapport aux désirs− permet de ne pas éprouver.
- Résumé. Les six versets peuvent  être divisés en deux groupes  de trois versets chacun :

- Celui qui cherche à assouvir ses désirs sensuels  éprouve soit un bonheur complet lorsqu’il y parvient (v.773 ou 766), soit une grande souffrance quand il échoue (v.774 ou 767). Mais celui qui ne recherche pas les plaisirs ne fait pas l’expérience de ces deux sentiments contraires (v.775 ou 768);
- Celui qui est attaché aux biens matériels (argent, terres ...) et aux plaisirs relationnels (femmes, entourage ...) (v.776 ou 769), finit toujours par être rongé et détruit par son avidité (v.777 ou 770). Mais celui qui sait éviter ce double écueil est délivré des souffrances (v.778 ou 771).

### Traductions
Le Kāma Sutta (Sn.IV.1) a été traduit plusieurs fois en anglais, comme partie du  Sutta Nipāta (Sn):
-par l’indianiste britannique Robert Chalmers (1932);
-plus récemment par les moines theravāda américains Ṭhānissaro Bhikkhu (en) (1997 et 2016) et Bhikkhu Bodhi (2017); australien Laurence Khantipalo Mills (2015), dont la traduction suivie d’un commentaire.
Deux de ces versions en anglais sont reproduites ci-après, suivies des traductions en français:
- Laurence Khantipalo Mills (2015). Les six versets sont numérotés[14][f] :

« Kāma Sutta : Objects, Desires and Pleasures (Objets, Désirs et Plaisirs).

If one with a desiring mind (Si quelqu'un, l’esprit assoiffé de désirs)

Succeeds in gaining sensual pleasure, (Parvient à obtenir  un plaisir sensuel,)

A mortal such is pleased in mind  (Un tel  mortel  a l’esprit comblé)

With wishes all fulfilled. 773 (Ses vœux étant exaucés.)  773
But if from this person passionate (Mais si,  de cette personne passionnée)

all of these pleasures disappear, (tous les plaisirs s’éloignent,)

then does this pleasure-addict feel, (alors,  ce voluptueux  se sent)

as though by arrows pierced.  774 (comme transpercé par des flèches.)  774
The one who shuns these pleasures of sense, (Celui qui évite ces plaisirs des sens)

like treading not on a serpent’s head, (comme il évite de  marcher sur la  tête d'un serpent,)

such a one with mindfulness  (un tel être, en pleine conscience)

this tangled world transcends.  775 (s'élève au-dessus de ce monde confus.)  775
Obsessed with fields and property, (Obsédé par les biens matériels,)

with money, estates and those employed, (par l’argent,  par les propriétés terriennes,)

with many pleasures, women and kin, (par les plaisirs, les femmes et le cercle familial,)

such a person greedily —  776 (telle une personne cupide) —  776
Do weaknesses bring down indeed, (ses faiblesses lui font en effet perdre pied,)

by dangers is that person crushed, (les  épreuves l’écrasent,)

and then by dukkhas stuck against — (et les souffrances (Dukkhas) l’emplissent —)

as water into broken boat.  777 (comme l’eau dans la coque d’un bateau brisé.)  777
So let a mindful one avoid (Ainsi, celui qui est vigilant évite)

at every turn these sense-desires, (à chaque  détour les désirs sensuels,)

with them abandoned, cross the flood, (qu’il laisse  à quai, et traverse  les flots,

as boat is baled for the Further Shore.  778  (comme un navire arrimé vogue vers l'Autre Rive.) 778.
(Snp. 773-778) »

- Ṭhānissaro Bhikkhu  (1997) et (2016). Les six versets ne sont pas numérotés[11][h] :

« Kāma Sutta. 4:1. Sensual Pleasure (Le plaisir sensuel) 

If one, longing for sensual pleasure, (Celui qui, à la recherche du plaisir des sens)

achieves it, yes,  (y accède, oui,)

he’s en raptured at heart. (son coeur est épris.)

The mortal gets what he wants. (Le mortel obtient ce qu'il veut.)

But if for that person (Mais si pour cette personne)

—longing, de siring— (—languissant, désirant—)

the pleasures diminish, (les plaisirs diminuent,)

he’s afflicted, (elle est abattue,)

as if shot with an arrow. (comme percée par une flèche.)

Who ever avoids sensual desires (Quiconque évite les désirs des sens)

—as he would, with his foot, (—comme il le ferait, du pied,)

the head of a snake— (pour la tête d'un serpent—)

goes beyond, mindful, (va au delà, attentif,)

this attachment in the world. (de son attachement pour le monde.)

A man who is greedy (Un homme avide)

for fields, land, gold, (de champs, de terre, d'or,)

cattle, horses, (de bétail, de chevaux,)

servants, employees, (de serviteurs, d'employés)

women, relatives, (de femmes, de parents,) 

many sensual pleasures, (de nombreux plaisirs des sens,)

is over powered with weakness (est l'esclave de ses faiblesses)

and trampled by trouble, (et assiégé par les problèmes,) 

for pain invades him (car il est envahi par la souffrance)

as water, a cracked boat. (comme par l'eau une barque percée.)

So one, al ways mindful, (C'est pourquoi, toujours attentif,)

should avoid sensual desires. (on doit éviter les désirs des sens.)

Letting them go, (En les laissant tomber,)

he’d cross over the flood (on passe par-dessus le flot)

like one who, having bailed out the boat, (comme celui qui, ayant écopé la barque,)

has reached the far shore (a atteint l'autre rive.)

       vv. 766–771. »